# Günter Korell
Günter Korell (* 21. Juni 1937 in Stettin; † 17. Juni 2023 in Greifswald) war ein deutscher Historiker, Geschichts- und Sportlehrer und Handballspieler.

## Leben
Günter Korell wuchs nach der Flucht aus Stettin auf der Insel Rügen auf.
Er studierte Sport und Geographie an der Universität Greifswald. Nach dem Studium war er als Lehrer für Sport und Geschichte an Oberschulen in Greifswald tätig, vor allem an der Martin-Andersen-Nexö-Schule und dem Humboldt-Gymnasium in Schönwalde II. 1976 wurde er mit einer von Johannes Schildhauer betreuten Dissertation über Jürgen Wullenwewer – eine Persönlichkeit der Zeit der frühbürgerlichen Revolution promoviert. Die Ergebnisse seiner Dissertation fasste er in der weitgehend unpolitischen Monographie Jürgen Wullenwever. Sein sozial-politisches Wirken in Lübeck und der Kampf mit den erstarkenden Mächten Nordeuropas zusammen. Trotz des Angebots einer akademischen Karriere blieb er im Schuldienst. Von 1992 bis zu seiner Pensionierung 2002 war er Studienleiter am Landesinstitut für Schule und Ausbildung, Seminar Greifswald. 
Seit 1957 war Jimmy Korell Mitglied der HSG Universität Greifswald. Von 1957 bis 1981 spielte er für die 1. Männermannschaft der HSG und stieg mit ihr von der Bezirksliga über die DDR-Liga bis in die Handball-Oberliga der DDR auf. In dieser Zeit war er auch gleichzeitig der Kapitän dieser Mannschaft. Bis 1981 absolvierte er 753 Spiele für die HSG. 1982 wurde er Gründungsmitglied der Seniorenmannschaft der HSG. Für sein langjähriges Engagement erhielt er 2019 die Ehrennadel des Sportbundes Hansestadt Greifswald e.V.

## Werke
- Jürgen Wullenwever. Eine Persönlichkeit der Zeit der frühbürgerlichen Revolution. Greifswald, Univ., Diss. A, 1977.
- Jürgen Wullenwever. Sein sozial-politisches Wirken in Lübeck und der Kampf mit den erstarkenden Mächten Nordeuropas. (= Abhandlungen zur Handels- und Sozialgeschichte 19). Böhlau, Weimar 1980.